# Lucius Domitius Ahenobarbus (Kr. e. 54)
Lucius Domitius Ahenobarbus (? – Pharszalosz, Kr. e. 48) római politikus, hadvezér, az előkelő, plebeius származású Domitia gens Ahenobarbus-ágához tartozott. Édesapja, Cnaeus, Kr. e. 96-ban consul volt, fia, Cnaeus pedig Kr. e. 32-ben töltötte be a rangot.

## Korai karrierje
Először Kr. e. 70-ben hallunk róla, amikor tanúskodott a Verres elleni perben. Kr. e. 61-ben aedilis curulis volt, és rendkívül fényes ünnepségeket rendezett: 100 numidiai oroszlánt vonultatott fel. A játékok olyan hosszan elhúzódtak, hogy az embereket ki kellett parancsolni enni, először a történelemben.
Ahenobarbus felesége Porcia, az ifjabb Cato nővére volt, és jómaga mindenben támogatta a politikus konzervatív, optimata politikáját. Aedilisként például a választási csalások ellen emelt szót Cato mellett – célpontjuk ekkor Pompeius volt, aki embere, Afranius számára igyekezett szavazatokat gyűjteni. Később a szövetkezett Pompeiust és Julius Caesart is támadta, mire Kr. e. 59-ben Vettius, Caesar embere megvádolta egy Pompeius ellen szövődő összeesküvésben való részvétellel.

## Az optimaták oldalán
Kr. e. 58-ban praetor volt, és javasolta az előző évi törvények felülvizsgálatát, azonban a senatus ezt nem merte megtenni. Jelöltette magát a Kr. e. 55. év consuli tisztére, azonban Pompeius és Marcus Licinius Crassus kiütötték a nyeregből: Ahenobarbust erővel távolították el a Campus Martiusról a választás napján. Kr. e. 54-ben aztán megválasztották, azonban nem tudta beváltani a fenyegetéseit a triumvirekkel szemben: mindegyik politikus maradhatott a tartományában, és megtarthatta hadseregét.
Consuli évének lejárta után Ahenobarbus nem ment helytartónak. Kr. e. 52-ben örömmel beállt a Caesartól elhidegült Pompeius támogatói közé, és már abban az évben quaestorként részt vehetett a Clodius elleni perben. Kr. e. 50-ben jelentkezett az augurok testületébe az elhunyt Hortensius helyére, azonban Caesar jelöltje, Marcus Antonius megfosztotta a lehetőségtől.

## A polgárháborúban
Kr. e. 49-ben ő lett volna Gallia Transalpina helytartója Caesart követően, azonban a tartományt a polgárháború miatt nem vehette át. Ő volt jóformán az egyetlen senator, aki ellenállást kezdeményezett az Itália földjére lépő Caesar ellen: bevette magát Corfinium városába körülbelül húsz cohorsnyi erővel. Hiába várt Pompeius segítségére, végül katonái kényszerítették a város feladására. Ahenobarnus hadait Caesar seregébe olvasztották, és ő maga szabadon távozhatott.
A politikus érzései változatlanok maradtak Caesarral szemben, azonban megsértette Pompeius magatartása, ezért nem csatlakozott hozzá azonnal. Eleinte Cosa etruriai városába vonult vissza, majd Gallia Narbonensisbe hajózott, és fellázította Massilia (a mai Marseille elődje) városát. A helyiek által kormányzóvá tett Ahenobarbus sokáig rendületlenül védte a várost, azonban nem állhatott ellen a hatalmas túlerőnek, így egyetlen hajóval elmenekült. Ekkor végre csatlakozott Pompeiushoz Thesszáliában, és javasolta, hogy a háború végeztével minden semleges senatort vigyenek bíróság elé. A pharszaloszi csata során veszett oda mint Pompeius balszárnyának parancsnoka. Cicero a második Philippikájában azt állítja, hogy személyesen Marcus Antonius végzett vele.